# Йордан Кювлиев
Йордан Кювлиев е български художник, един от първите български маринисти, след Алексадър Мутафов.

## Биография
Йордан Кювлиев е роден на 23 октомври 1877 година в Сливен в семейството на Тодор Кювлиев и Зоица Тотева. През 1895 г., след завършване на Сливенската гимназия, по настояване на бащата си, съдружник в тъкачница за вълнени платове, младият Кювлиев заминава да следва строително инженерство в Гентския университет, Белгия, а през 1898 г. се премества в политехниката в Анверс.
В този период той посещава музеи и галерии, а в писмо до приятеля си Георги Гюлмезов споделя: „Следвам политехниката. Скоро ще завърша и ще се върна в България инженер. Но това не ме радва. Моето място бе в Академията за изкуствата.“ В монографията си за художника проф. Борис Колев споменава, че още по време на инженерното си следване, Йордан Кювлиев е посещавал вечерни курсове при Академията в Гент (Ганд), но не посочва източник за тази информация.
Скоро след смъртта на баща си, към когото се е чувствал задължен, през 1898 г. Кювлиев напуска Политехниката и се записва в Академията по изкуствата в Анверс, където до 1902 година учи живопис при Жулиан де Вринт.
След завръщането си в България през 1903 г. е назначен за учител по рисуване в Сливенската мъжка гимназия. Построява си ателие и рисува в околностите на града (главно в Ново село) и по черноморския бряг.
По спомени на съвременниците му, Йордан Кювлиев е бил винаги елегантно облечен в „европейски“ костюм и мека шапка, с бастун и пенсне, висококултурен, общителен и духовит, собственик и шофьор на първия автомобил в Сливен. Художникът свири на цигулка, има богата библиотека, владее френски, немски, холандски и руски език.
Йордан Кювлиев е бил толстоист и теософ. Според спомените на Панайот Георгиев, който като син на бедно и многочислено семейство, е живял в дома на Кювлиеви от 1908 г. до 1910 г., Йордан Кювлиев е водел „редовен, чист живот, обичаше чистотата и всичко хубаво. (Месо не ядеше, не пушеше и не пиеше никакви спиртни напитки). Мразеше и презираше лошите пороци. Той винаги ме учеше да бъда добър, честен, скромен и трудолюбив.“
Йордан Кювлиев умира на 15 август 1910 година, докато се опитва да помогне на давещ се в морето край Несебър.

## Творчество
В изданието на Народния археологически музей в София от 1933 г. „Петдесет години българско изкуство“ Андрей Протич определя Йордан Кювлиев като най-надеждният и най-способният от българските морски пейзажисти и допълва: „Той беше един от най-чистите, ясните и установени импресионисти. Получил солидно възпитание в този стил в Брюксел, той схващаше и предаваше морето и към него спадащите брегове, сгради, лодки и хора живописно, а не декоративно“.
Йордан Кювлиев рисува не само природата около Сливен, той е привлечен от черноморските брегове и специално от Несебър, където създава едни от най-значимите си произведения. Художникът работи и в областта на портрета, а също и на декоративното изкуство – изработва няколко декоративни платна за тогавашната Сметна палата в Бургас и декори за театъра в същия град.
Критиката го определя като талантлив живописец, майстор на пейзажа, ерудиран и образован художник, защитник на академичните правила, но в същото време и новатор с импресионистична нагласа. За неговата палитра са характерактерни сиво-зелените тонове, а охрата, златото и тъмночервеното са емблематични за картините му. Изразителните му, пластични и изпълнени с въздух и лекота пейзажите издават импресионистична нагласа.

## Изложби
Йордан Кювлиев участва със свои картини на Световното изложение в Сент Луиз в САЩ през 1904 г. През същата година той се присъединява към дружеството „Съвременно изкуство“ и качеството си на член на дружеството участва в X международна изложба в Мюнхен през 1909 г.
След смъртта на художника, през 1940 г. в Сливен и през 1950 г. в София са организирани изложби с негови творби.
На 10 януари 2008 г. в залите на Националната художествена галерия, съвместно с художествената галерия „Димитър Добрович“, Сливен е открита изложба по повод 130 години от рождението на художника. В експозицията, са показани и картините от колекцията на СГХГ, а НХГ издава първия пълен каталог на запазеното художествено наследство на Йордан Кювлиев.

## Художествена галерия „Димитър Добрович“
Димитър Добрович завещава на родния си град Сливен 14 от своите творби. С тях през 1905 г. Йордан Кювлиев урежда първата експозиция в библиотеката на читалище „Зора“ и поставя началото на музейното дело в града. Негово дело е завесата за читалищната сцена, нарисувана даром по картина на френския художник Роше-Гроз „Песента на музите събужда човешката душа“, която остава незавършена. Таванът на читалището е украсен с рисунки на пауни по проект на Йордан Кювлиев, той рисува и кориците на юбилейния сборник на читалището с мотиви от народното творчетсво.
Именно това читалище, чиято сбирка до 30-те години на 20 век е художествен отдел към Исторически музей – Сливен, през 1965 г. получава статут на самостоятелен културен институт с официално наименование Художествена галерия „Димитър Добрович“ и със самостоятелна сграда за постоянна експозиция. В художествената галерия „Димитър Добрович“ в Сливен се пази по-голямата част от творческото наследство на Йордан Кювлиев, дарени от майката на художника.

## На името на художника
„Йордан Кювлиев“ е улица в град Сливен, пресечка между булевардите „Цар Осободител“ и „Хаджи Димитър“. През 2015 г. там е поставена паметна каменна табела, изработена от сулптора Николай Султанов, също жител на улица „Йордан Кювлиев“.
През 2010 г. е град Сливен е открита художествена галерия, именувана „Йордан Кювлиев“.